# 防衛医療
防衛医療（ぼうえいいりょう、Defensive Medicine）とは、医療過誤の賠償責任や刑事責任追及にさらされる危険を減ずるための、医師の対応として行う医療行為、あるいはリスクの高い患者の診療の忌避を意味する。
医学的には妥当な医療行為であっても、医療訴訟リスクを恐れてあえて行わないといったことが起こる。「萎縮医療」などと別称される所以である。また、患者にとってプラスになる医療行為であっても、医療関係者自らのリスクを避けることを優先し、あえて行わないといったことが起こる。「保身医療」などと別称される所以である。

## 背景
日本では、近年の医療関係者側に厳しい医療訴訟の判例の増加に伴い、医療者側が可能な限り訴訟リスクを回避するために行われるようになった。
なお、アメリカでは、医療訴訟が増加すると医師たちが防衛医療を施行せざるを得なくなるという可能性は1969年の時点ですでに指摘されていた。アメリカやイギリスにおいて、帝王切開の施行率が上昇しているとの報告があり、これらも出産時の訴訟リスクを避ける意図が働いたとの考察がなされている。

## 診療方針
リスクのある患者の診療を回避し他院に任せたり、従来不要と考えられている検査を含めできるだけ網羅的に行う、滅多に起きない最悪の転帰を含めて承諾しないと治療しない、などの方針で行われる。
他に、
- 主訴に対する処置のみを行う。
- 大きな合併症が起きる可能性のある処置・手術を行わない。
- 華々しい症状をきたす合併症のある薬剤を使用しない。
- 緊急時であっても徹底的な問診とリスク説明同意を求め、了解された内容を逐一メモを取る。その後再確認する。
- 小児は診ない[注釈 2]。
- 分娩を行わない。婦人科のみとしたり検診など分娩以外の産科医療のみを行う[注釈 3]。
- 出産時、帝王切開を行う[注釈 4]。
- リスクの高い患者を受け入れない。リスクの高そうな救急搬送は受け入れ拒否する。特に助産院からの搬送は受けない[注釈 5]。
- わずかでもリスクのある患者は入院させないか、極力短期入院させる。完治が見込めない患者を早期退院させる[注釈 6]。
- 頻回に通院させる[注釈 7]。
- 従来、わずかなリスクの患者に対しめったに起きない最悪の転帰についての可能性を話し、地域の基幹病院に通院させる。
- 標榜科を絞り、患者層を絞る。
- 態度が悪い患者、そのような人が身内にいるなどがある場合、その旨をカルテに記載しておく。また何らかの形で分かるようにしておく。
- 専門医資格を持っていると過去に診察した患者から何らかの疾患が生じた際に「見落とした」と言われる可能性があるので、専門医を取らない。
- 航空機内等での「医師・看護師の方はいらっしゃいませんか?」の呼びかけ（ドクターコール）には応じない[注釈 8]。
- 院外での善意の治療をしない[注釈 9]。
- 外傷は診ない[注釈 10]。
- 発熱で時間外受診した患者に「髄膜炎など重篤な疾患の可能性も完全に否定できないので、症状悪化時は専門病院を受診するよう」指導し、その旨をカルテに記載しておく

## 影響
他院への紹介・搬送の増加、放射線被曝の増加（レントゲン写真・CTを用いた場合など）、確認の検査などによる医療費の高騰、患者の移動負担増加等が招かれることになる。
また、完治の可能性は高いが失敗すると早期死亡に至る危険な手術などを避けるためにリスクの大きさを強調して患者に説明し（例：「この手術を受けなければ余命6ヶ月です。受けた場合の成功率は50%で、成功すれば完治します」→「この手術を受けた場合、成功すれば完治できますが、50%の確率で失敗し、手術後24時間以内に死亡することになります。完治を諦める場合、6ヶ月程度の延命が可能で、また末期症状の苦痛を完全に除去できます」）延命治療または末期治療を選択させるように仕向けるなど、逆に治る病気も治してもらえなくなる可能性もある。また、救急患者が受け入れを断られ続けた結果、救急車内で患者が死亡し、死亡確認後初めて受け入れ先が見つかるといった事例も発生している。これらのように、医者が患者を見捨てる、あるいは早期に見放すケースが増える。
また、（医師側の）リスクに見合うリターンを求めるために保険不扱いとして自由診療（保険点数に対する単価を自由に決められる）のみの扱いをする開業医が増え、患者の負担が増加する可能性もある。
以前は、救急患者を原則受け入れない病院でも、交通事故による重傷患者だけは積極的に受け入れることが多かった。なぜならば患者は外傷によってすでに瀕死であることがあり、死亡した場合も、患者は病院ではなく事故加害者に賠償を請求することがほとんどであることから訴訟リスクが低く、また健康保険ではなく自動車保険から治療費が支払われるため自由診療扱いとなり、保険診療点数1点を20円に換算した治療費を請求できる（保険会社と医師会との協定）ことと、即死あるいは救急車内での死亡でも（変死であることから）検死費用が請求可能で、ローリスクハイリターンであるとされていたからである。しかし、現状においては交通事故によって不幸にも死亡した患者の死の責任が病院にあるとされ、損害賠償が認められるケースも増え、病院の責任は重さを増している。
そのため、充分な施設および救急専門医等の人員が存在しない病院では搬送を受け入れることが困難となってきており、結果として「たらい回し」と称される事態の増加にもつながっている。